# 比尔·诺瑟姆
比尔·诺瑟姆（英語：Bill Northam，1905年9月28日—1988年9月2日），澳大利亚男子帆船运动员。他曾代表澳大利亚参加1964年夏季奥林匹克运动会帆船比赛，联同彼得·奥唐奈和迪克·萨金特获得一枚金牌。